# Polycyrtus lituratus
Polycyrtus lituratus là một loài tò vò trong họ Ichneumonidae.